# Immeln
Immeln – miejscowość (tätort) w Szwecji, w regionie administracyjnym (län) Skania, w gminie Östra Göinge.
Według danych Szwedzkiego Urzędu Statystycznego liczba ludności wyniosła: 298 (31 grudnia 2015), 299 (31 grudnia 2018) i 302 (31 grudnia 2019).